# Lologundre
Lologundre is een bestuurslaag in het regentschap Nias Barat van de provincie Noord-Sumatra, Indonesië. Lologundre telt 286 inwoners (volkstelling 2010).